# یزدان‌فرای شاپور
یزدان‌فرای شاپور یا یزدان‌فر شاپور (به پارسی میانه: yazdān-friy-šābuhr) یکی از زنان نجیب‌زاده ساسانی در سده چهارم میلادی و همسر شاهنشاه شاپور سوم بود.

## مُهر
از یزدان‌فرای شاپور مُهری از جنس عقیق سلیمانی بر جای مانده است که در شمال غرب پاکستان امروزی یافت شده و در کابینه مدال‌ها در فرانسه نگه‌داری می‌شود. روی این مُهر عبارت:  yazdān-friy-šābuhr ī mahist prēstamag šābuhr ī šāhan šāh ī, šābuhrān به معنای «یزدان‌فرای شاپور، بزرگ‌ترین محبوب شاهنشاه شاپور، پسر شاپور» آمده است. با توجه به متن موجود روی مهر او نمی‌تواند (ملکه ملکه‌ها) کشور باشد و فقط یکی از همسران شاهنشاه به‌شمار می‌رفت. این مُهر
متمایزکننده هنر بُرش مُهر ساسانیان است و بیشتر مُهرهای ساسانی را از نظر حکاکی ماده مورد استفاده و اسلوب متمایز می‌سازد.